# Hamntid
Hamntid, är tidvattensflodens "fördröjning" vid full- och nymåne. 
Tidvattnets vågkam, eller m. a. o. högvatten, inträffar i regel inte samtidigt med månens meridianpassage, utan vanligen en till två timmar senare. På somliga platser är det t. o. m. lågvatten vid månens meredianpassage.  
På varje ort står ändå tiderna för högt och lågt vatten i tydligt samband med månens (skenbara) rörelse, så att högvatten alltid följer ett bestämt, inom vissa gränser växlande, tidsförlopp efter månens meredianpassage. Detta tidsförlopp kallas vanligen flodens fördröjning eller månflodsintervall.
Flodens fördröjning vid full- och nymåne kallas hamntid (vanlig hamntid, engelska: vulgar establishment, franska: établissement d’un port). Eftersom nymånen passerar meridianen samtidigt med solen och fullmånen passerar meridianen vid midnatt, anger således hamntiden (i sann tid), hur dags högvatten inträffar på den givna orten de dagar, då det är ny- eller fullmåne. Därför benämnes hamntiden i engelska sjökort high water at full and change och skrivs ut i timmar och minuter, som räknas från kl. 12.00 middag eller midnatt. Hamntiden är konstant för varje hamn, men varierar från hamn till hamn.
Flodens fördröjning efter månens meridianpassage växlar emellertid inte obetydligt under dagarna mellan ny- och fullmåne, något olika för olika orter, men med ganska bestämda mått för varje ort. Medelvärdet av flodens fördröjning (under en månad) kallas korrekt hamntid. Skillnaden mellan den korrekta hamntiden och flodens fördröjning en given dag kallas halvmånadsinekvalitet (i tid), liksom höjdskillnadens avvikelse från sitt medelvärde benämnes halvmånadsinekvalitet i höjd.